# Electric Frankenstein
Electric Frankenstein és un grup estatunidenc de garage punk de Nova Jersey, fundat per Sal Canzonieri el 1990. La banda es va traslladar a Carolina del Nord el 2021. El seu estil és una barreja de punk rock, rock dur, rock de garatge i glam rock.
S'ha considerat Electric Frankenstein com una mescla d'AC/DC i The Dead Boys: rock and roll enèrgic que combina els sons crus del punk rock amb elements del rock dur a la manera de MC5 i The Stooges.

## Història
Electric Frankenstein es va formar per primera vegada el 1989 a partir de la dissolució d'un grup anomenat The Thing. Va continuar desenvolupant el seu so entre 1990 i 1991, de la mà dels germans Sal i Dan Canzonieri (també conegut com a Danny Frankenstein). Amb Sal a la guitarra i Dan al baix, la seva primera formació va ser amb Frankie Orlandoni a la veu, Jim Foster a la guitarra principal i John Caton a la bateria. Després de publicar senzills en un grapat de segells independents, van publicar el seu primer LP, EF Conquers the World, el 1994 i un EP, The Time Is Now, el 1995. L'EP també es va publicar en CD amb cançons afegides dels senzills de 7 polzades com al seu primer àlbum de llarga durada. Des de llavors, Electric Frankenstein ha publicat més de 10 àlbums i gairebé tots amb segells diferents.
El 2021 el grup es va mudar a Carolina del Nord i es va reformar amb Dan i Sal (al baix i la guitarra), Wheez Von Klaw (a la bateria) de The Irving Klaws, i Johnny Flude (a la veu) de Fulltime Kings, Dragstrip Syndicate i Salty Fingers, i amb Jaime Pina a la guitarra principal de Chemical People, 45 Grave i Christian Death.
Electric Frankenstein va publicar un llibre d'art que contenia les portades dels seus discos i pòsters de concerts, dissenyats per artistes underground com ara Coop, Frank Kozik, Johnny Ace, Art Chantry, Dirty Donny i Peter Bagge. El llibre es titula Electric Frankenstein - High Energy Punk Rock & Roll Poster Art i va ser publicat per l'editorial Dark Horse Books. També es va publicar un segon llibre que documenta la seva segona dècada: Son of Electric Frankenstein - More High Energy Rock Art. Més endavant, un tercer llibre que il·lustra les primeres 125 cançons d'Electric Frankenstein es va publicar amb el títol d'Electric Frankenstein: Illustrated Lyrics (Clover Press / Yoe Books).

## Discografia

### Àlbums
- Conquers the World (1995) Get Hip Records LP / One Foot Records CD
- Time is Now (1996)Demolition Derby Records LP / One Foot Records CD
- Sick Songs (1997) Get Hip Records LP - One Foot Records CD / Action High (UK) One Louder Records (1997), amb Scott Wilkins de Verbal Abuse com a cantant
- Spare Parts (1998) Get Hip Records, amb Scott Wilkins de Verbal Abuse com a cantant
- Rock 'n' Roll Monster (1999) Au Go Go Records (1st printing) / Deadbeat Records, amb Rik L Rik de F-Word com a cantant
- How to Make a Monster (1999) Victory Records[11]
- Annie's Grave (2000) (US) Victory Records / Don't Touch Me, I'm Electric (UK) Twenty Stone Blatt Records
- The Buzz of 1000 Volts! (2001) Victory Records
- Listen Up Baby! (2003) Man's Ruin / TKO Records / Reptilian Records
- We Will Bury You! (2004) TKO Records
- Dead & Back (2004) Tornado Records / Ghost Highway
- Burn Bright, Burn Fast! (2005) TKO Records / Little T&A Records / Zodiac Killer Records
- Dawn of Electric Frankenstein (2001) Triple X Records CD / Ghost Highway LP
- High Voltage Rock & Roll (Best of EF) (2010) Zodiac Killer Records CD  / "Best of EF" (2012) No Balls Records LP
- Rockmania #1 (split w/ The Cheats) (2014) Screaming Crow Records LP
- Me No Like You Live (2021) Sonic Swirl 1999 CD / Ghost Highway Records
- Razor Blade Touch (2022) Deadbeat Records
- Holdin' Court - Live at Court Tavern NJ, amb Scott Wilkins de Verbal Abuse com a cantant (2023) Deadbeat Records
- Supercharged (split w/ The Drippers) (2023) Deadbeat Records
- Shipwrecked/Annie's Grave Revisited (2024) Boxer Face Records LP
- Reanimated Rock - Covers album Vol. 2 (2024) Reptilian Records LP